# I Dreamed a Dream

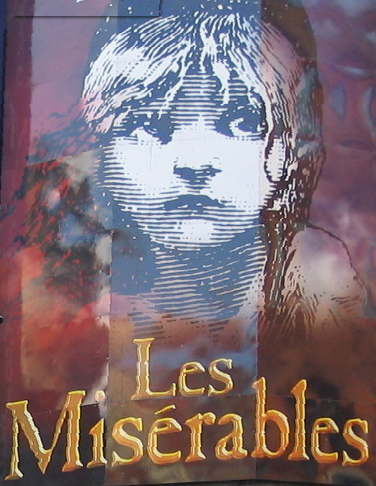
Musical cuja canção tema é I Dreamed a Dream.

I Dreamed a Dream é a canção tema do musical Os miseráveis, de 1980, composta por Alain Boublil. Cantoras como Susan Boyle, Elaine Paige, e Aretha Franklin, e muitas outras, já fizeram sua própria versão da música. Anne Hathaway a cantou ao vivo no filme Os miseráveis, de 2012, rendendo um Oscar de melhor atriz coadjuvante.